# تگزاس (ویسکانسین)
تگزاس (به انگلیسی: Texas) یک منطقهٔ مسکونی در ایالات متحده آمریکا است که در شهرستان ماراتون، ویسکانسین واقع شده‌است. تگزاس ۱۱۶٫۷ کیلومتر مربع مساحت و ۱٬۶۱۵ نفر جمعیت دارد و ۳۹۸ متر بالاتر از سطح دریا واقع شده‌است.